# Roland Mousnier
Roland Émile Mousnier (* 7. September 1907 in Paris; † 8. Februar 1993 ebenda) war ein französischer Historiker. Er war Begründer einer Schule von Sozialhistorikern der frühen Neuzeit an der Sorbonne (Universität Paris IV).

## Leben und Werk
Mousnier studierte an der Sorbonne und der École pratique des hautes études (Agrégation 1931) und war danach ab 1932 Gymnasiallehrer in Rouen am Lycée Corneille und später in Paris. 1934 heiratete er Jeanne Lecacheur. Im Zweiten Weltkrieg war er in der Resistance. 1947 wurde er Professor an der Universität Straßburg und 1955 an der Sorbonne. Da er an Sozialgeschichte interessiert war, ging er zu Studienaufenthalten in den USA, wo er sich in Soziologie und Anthropologie ausbildete. Er stand aber weder der Annales-Schule noch Marxisten nahe, sondern war eher ein konservativer katholischer Historiker, der einen prosopographischen Zugang wählte. Er begründete damit in Paris an der Sorbonne eine Schule der Sozialhistorie, die in Opposition zur Annales-Schule an der Ecole Pratique des Hautes Etudes stand. 1977 emeritierte er.
Bekannt wurde 1958 sein heftiger Disput mit dem sowjetischen marxistischen Historiker Boris Fedorowitsch Porschnew (1905–1972), Autor von Les soulèvements populaires en France de 1623 à 1648 (russisch 1948, französische Übersetzung 1962), wobei er in Leningrad befindliche Teile des Nachlasses von Pierre Séguier benutzte. Mousnier lehnte dessen Sichtweise von Bauernrevolten des 17. Jahrhunderts (oder genauer Steuerrevolten) in Frankreich als Klassenkämpfe ab. Sie wären bei näherem Hinsehen nicht spontan erfolgt, sondern von (gegen die Administration etwa von Mazarin und Richelieu) opponierenden Personen des Adels organisiert. Klassenbewusstsein entstand nach Mousnier erst im 18. Jahrhundert mit dem sich entwickelnden Kapitalismus. Die Gesellschaft des 15. bis 18. Jahrhunderts war dagegen nach Mousnier von vertikalen Ordnungen des Standesbewusstseins geprägt (Theorie der Société d'ordres) und von Beziehungsnetzwerken und Patronage-Systemen dominiert, die er in seinen historischen Arbeiten untersuchte. Er konzentrierte sich dabei auf die Eliten, schrieb aber auch ein Buch über Bauernrevolten im 17. Jahrhundert (Fureurs paysannes 1968). Beispielsweise untersuchte er so das politische Klima in Frankreich zur Zeit der Ermordung von Heinrich IV. In seinem Buch Les Hiérarchies sociales von 1969 stellte er vergleichende Untersuchungen der Gesellschaften in Deutschland, Russland, Frankreich, China oder Tibet an und kritisiert Kommunismus und technokratische Ordnungen. Weitere Bücher betrafen Institutionengeschichte im französischen Absolutismus und er schrieb mehrere große Gesamtdarstellungen historischer Epochen. Sein erstes Werk 1945 war über Ämterkauf im Frankreich der frühen Neuzeit, Gegenstand seiner Dissertation.
1964 gab er die privaten Aufzeichnungen des Kanzlers Séguier heraus. 1992 schrieb er eine Biographie von Kardinal Richelieu.
Mousnier galt als hervorragender Lehrer und war für die Qualität seiner Vorlesungen bekannt, sah das Primat aber in der Forschung und seinem Forschungsseminar. Er pflegte eine enge Bindung zu Schülern und Mitarbeitern, allerdings mit einem autoritären Führungsstil. Auf die 1968er Studentenrevolten reagierte er mit Abscheu.
Das Centre Roland Mousnier des CNRS an der Sorbonne für Geschichte der frühen Neuzeit ist nach ihm benannt. Es entstand aus seinem 1958 mit Victor-Lucien Tapié und Alphonse Dupront gegründeten Centre de recherches sur la civilisation de l'Europe moderne, das er bis 1977 leitete.
Er war ein Gegner der Kommunisten und hatte auch wenig Sympathie für den sozialen Katholizismus. Im Algerienkrieg war er Ende der 1950er Jahre ein starker Befürworter eines harten Durchgreifens gegen die Aufständischen.
1977 wurde er Mitglied der Académie des sciences morales et politiques und 1971 korrespondierendes Mitglied der British Academy.

## Schriften
- La vénalité des offices sous Henri IV et Louis XIII, Rouen: Maugard 1945, 2. Auflage 1971
- Les règlements du Conseil du Roi sous Louis XIII, Paris 1949.
- Le XVIIIe siècle: révolution intellectuelle, technique et politique, 1715–1815 1953
- mit Ernest Labrousse, Marc Bouloiseau Le XVIIIe siècle: l’époque des «Lumières» (1715–1815), PUF 1963
- Les XVIe et XVIIe siècles: la grande mutation intellectuelle de l’humanité: l’avènement de la science moderne et l’expansion de l’Europe, 1953, 1993
- Les XVIe et XVIIe siècles: les progrès de la civilisation européenne et le déclin de l’orient (1492–1715), 1954.
- Progrès scientifique et technique au XVIIIe siècle, 1958.
- Paris au XVIIe siècle, 1962
- L’assassinat d’Henri IV: 14 mai 1610, Gallimard 1964.
  - Deutsche Übersetzung: Ein Königsmord in Frankreich, Propyläen 1970
- Lettres et mémoires adressées au chancelier Séguier (1633–1649), 1964.
- mit J.-P. Labatut, Y. Durandà Problèmes de stratification sociales : deux cahiers de la noblesse pour les États géneraux de 1649–1651, 1965.
- Les XVIe et XVIIe siècles, la grande mutation intellectuelle de l’humanité, l’avènement de la science moderne et l’expansion de l’Europe, 1965
- La participation des gouvernés à l’activité des gouvernants dans la France du XVIIe et du XVIIIe siècles, 1966.
- État et société sous François Ier et pendant le gouvernement personnel de Louis XVI, 1966
- Fureurs paysannes: les paysans dans les révoltes du XVIIe siècle (France, Russie, Chine), 1968
- Les hiérarchies sociales de 1450 à nos jours, 1969
- French Institutions and Society, 1610–1661, in: J. P. Cooper (Hrsg.) The New Cambridge Modern History, Band 4: The Decline of Spain and the Thirty Year’s War, 1970
- La plume, la faucille et le marteau: institutions et société en France du Moyen âge à la Révolution, 1970.
- Les institutions de la France sous la monarchie absolue, 1598–1789, 2 volumes, 1974, 1980.
- La famille, l’enfant et l’éducation en France et en Grande-Bretagne du XVIe au XVIIIe siècle, 1975.
- Recherches sur la stratification sociale à Paris aux XVIIe et XVIIIe siècles, 1976.
- Paris, capitale au temps de Richelieu et de Mazarin, 1978.
- La monarchie absolue en Europe: du Ve siècle à nos jours, 1982.
- Les fidélités et les clientèles en France aux XVIe, XVIIe, et XVIIIe siècles, in: Histoire sociale, Band 15, 1982, S. 35–46
- Monarchies et Royautés, 1989
- L’homme rouge, ou la vie du cardinal de Richelieu, 1582–1642, 1992.